# Axfood Närlivs
Axfood Närlivs var ett rikstäckande marknadsbolag som bedrev grossistförsäljning av dagligvaror till hela servicehandeln med huvudkontor i Örebro. Axfood Närlivs affärsidé var ”Vi gör det enkelt för våra kunder att göra bra affärer”. De var en av de större grossisterna inom Svensk Servicehandel och bland kunderna kan noteras Pressbyrån, 7-Eleven, Shell, OKQ8, Preem, Emab samt Statoil. Företaget bildades genom en sammanslagning av Dagab Närlivs och delar av tidigare KIAB.
Axfood Närlivs ingår sedan år 2000 i Axfoodkoncernen. Samma år genomfördes ett namnbyte från Dagab Närlivs. Tempo, Handlar'n och Direkten är fristående handlare som samarbetade med Axfood Närlivs under respektive varumärke. Den 31 december 2017 upplöstes Axfood Närlivs som aktiebolag, för att från den 1 januari 2018 bli ett affärsområde inom Dagab.

## Historik
Dagab Närlivs bildades år 1997 genom sammanslagning av Dagab Servicehandel och delar av KIAB-koncernen. Ledningen låg inledningsvis i Stockholm, men flyttade efter 1999 till Örebro.
År 2000 bildades Axfood och företaget bytte namn till Axfood Närlivs. Man integrerade samtidigt Spar Inn Snabbgrossar.

## Verkställande direktör
- 1997–2000: Björn Abild[4]
- 2000–2005: Urban Dahl
- 2005–2009-07-30: Benny Hast
- 2009-08-01: Nicholas Pettersson
- 2014-04-03: Eva Pettersson